# حدادة (دامنكوه)
حدادة (بالفارسية: حداده) هي مستوطنة تقع في إيران في قسم دامنكوه الريفي. يقدر عدد سكانها بـ 249 نسمة بحسب إحصاء 2016.